# New Houghton
New Houghton är en by i Derbyshire i England. Byn är belägen 31,9 km 
från Derby. Orten har 1 344 invånare (2015).